# 19298 Zhongkeda
19298 Zhongkeda è un asteroide della fascia principale. Scoperto nel 1996, presenta un'orbita caratterizzata da un semiasse maggiore pari a 2,3918916 UA e da un'eccentricità di 0,0769646, inclinata di 6,71582° rispetto all'eclittica.